# Попов, Евгений Анатольевич
Евге́ний Анато́льевич Попо́в (род. 5 января 1946, Красноярск) — советский, русский писатель, драматург и эссеист постмодернистского направления, редактор, геолог.
Лауреат премий «Триумф» (2009) и «Большая книга» (2012).
Заслуженный работник культуры Российской Федерации (2013).

## Биография
Первый рассказ «Спасибо» опубликовал в 1962 году в газете «Красноярский комсомолец». В том же году за участие в самиздатовском журнале в Красноярске был исключён из комсомола. Как высказывался спустя многие годы сам Попов: «С 16 лет я сочиняю художественные произведения, которые сначала шли по разряду „идейно-ущербных, близких к клеветническим“, однако к настоящему времени их уж издали в количестве 20 книг, переведённых на различные языки народов мира».
После окончания Московского геологоразведочного института им. С. Орджоникидзе (1968), работая геологом на северо-восточных «просторах нашей Родины чудесной», он создал множество рассказов, где в качестве скромных героев эпохи выступали сибирские бичи, пьяницы, проститутки, чиновники, интеллектуалы, графоманы и коммунисты.
Первая серьёзная публикация в журнале «Новый мир» (1976) с предисловием Василия Шукшина принесла ему всесоюзную славу. Принятый в Союз писателей в 1978 году, Попов через семь месяцев и тринадцать дней был из Союза исключён за создание (вместе с Василием Аксёновым, Андреем Битовым, Виктором Ерофеевым и Фазилем Искандером) легендарного неподцензурного альманаха «Метрополь», вышедшего на Западе и ставшего причиной последнего крупного литературного скандала «брежневской эпохи». В 1980 году преследовался КГБ как один из авторов и редакторов альманаха современной литературы «Каталог», опубликованного в США. В 1988 году восстановлен в Союзе писателей. В мае 1980 вошёл в «Клуб беллетристов».

Рассказы Попова радуют многообразием, что относится как к выбору судеб и персонажей, так и к манере, в которой соседствуют трезвый реализм, трагическая ирония и расширение повествовательной перспективы через сказ.

В последнее время[уточнить] широко печатается как прозаик и эссеист в российских журналах, альманахах, газетах «Знамя», «Новый мир», «Волга», «Весть», «Зеркала», «Вестник новой литературы», «Вестник Европы», «Огонёк», «Согласие», «Дружба народов», «Континент», «Октябрь», «Столичная вечерняя газета», «Эсквайр», «Взор», «Сноб», интернет-издание «Грани.ру» и др.
Является секретарём Союза писателей Москвы, одним из основателей и вице-президентом Русского ПЕН-центра, ассоциированным членом Шведского ПЕН-центра. Отмечен премиями журналов «Волга» (1989), «Стрелец» (1995), «Знамя» (1998), «Октябрь» (2002), премией Союза писателей Москвы «Венец» (2003), памятным знаком венгерского Министерства культуры «Pro cultura Hungaria» (2005).
В 2011 году Евгений Попов в соавторстве с Александром Кабаковым издал книгу воспоминаний «Аксёнов». Автор труда «Социализм и судьба России».
Отмечал, что знал Катаева, Паустовского, Михалкова, Алексея и Георгия Марковых, Алена Роб-Грийе, Умберто Эко, Петера Эстерхази, Шукшина, Высоцкого, Окуджаву; и что дружил с Аксеновым, Ахмадулиной, Вознесенским, Искандером.
Ныне пенсионер; инвалид III группы. Ветеран труда.
1 марта 2022 года подписал «Обращение писателей России по поводу специальной операции нашей армии в Донбассе и на территории Украины», опубликованное в «Литературной газете», поддерживающее вторжение России в Украину.

## Библиография

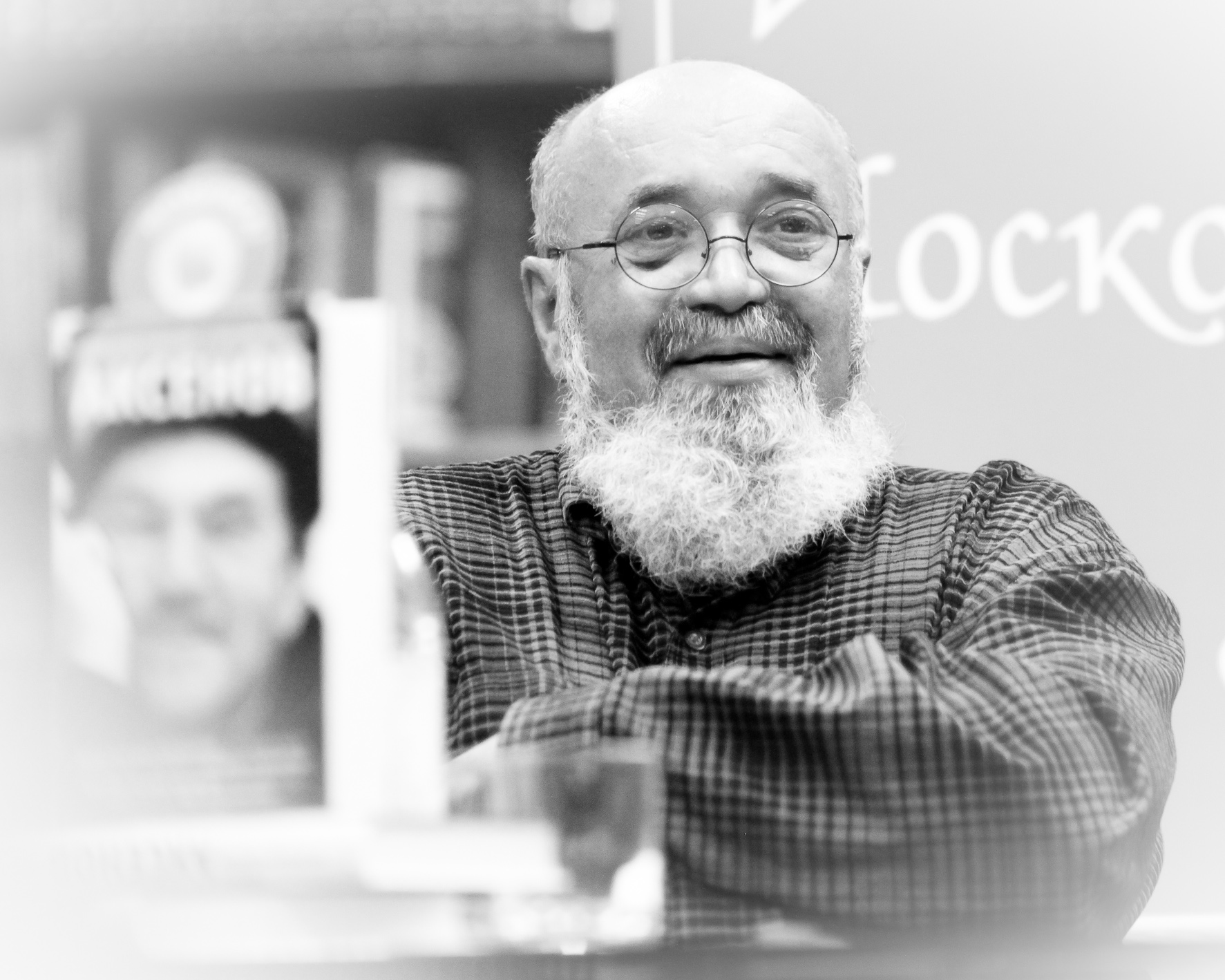
Евгений Попов на презентации книги «Аксёнов». 2011

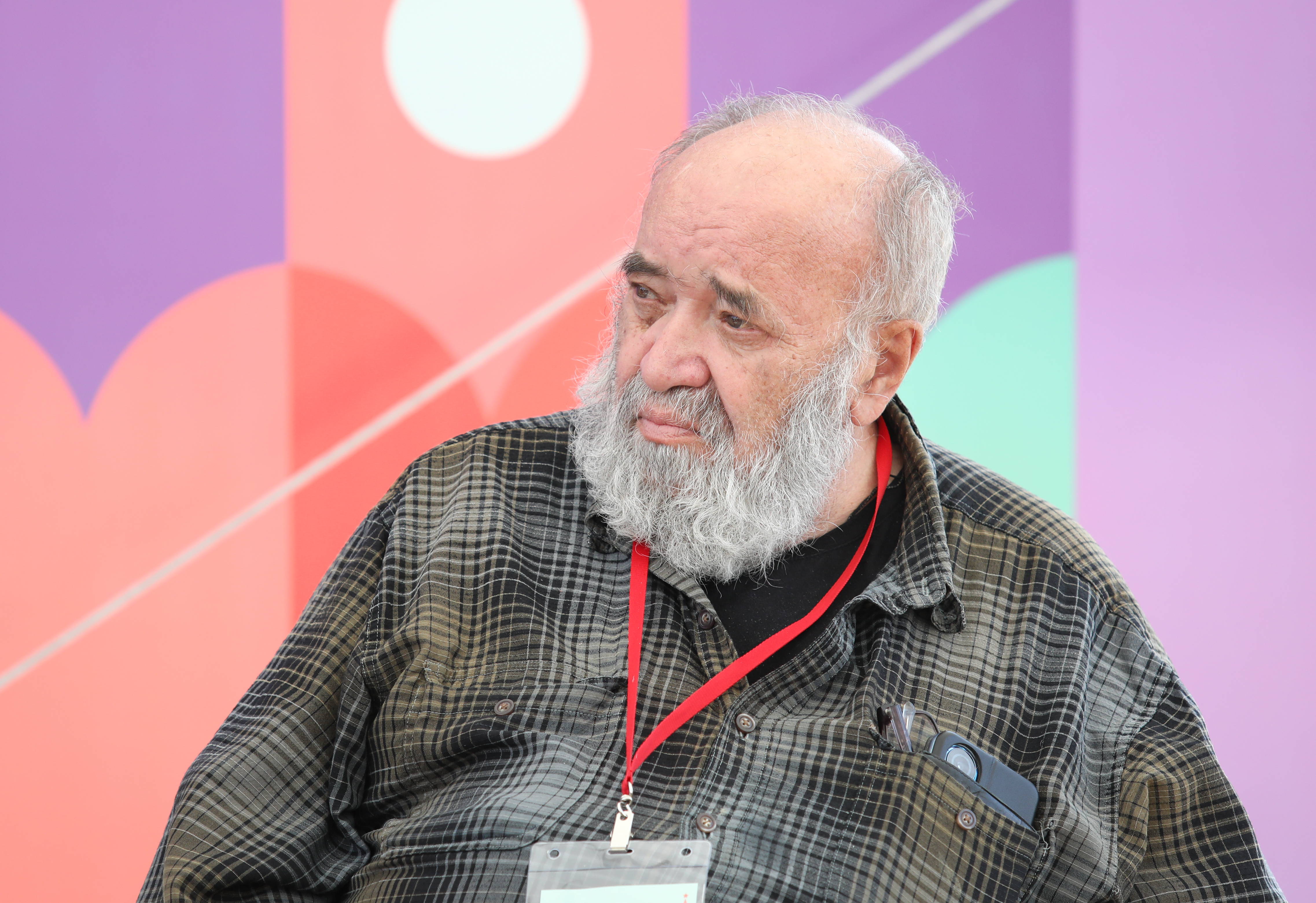
Евгений Попов на книжном фестивале «Красная площадь». 2023

## Пьесы
- Автовокзал, (англ. The Bus Station), «Волга», 1990
- Хреново темперированный клавир (англ. Badly-tuned piano), «Волга», а также Holland, Amsterdam (Theater and Radio), 1993
- Счастье на века (англ. Happiness for night and day), Germany, Baden-Baden, Radio, 1994
- Страсти по Венедикту (англ. Miserere about Venedict Erofeev), Москва, 1999
- Плешивый мальчик (англ. The bald boy), Москва, 1974—2002

## Награды
- Орден Дружбы (4 сентября 2023 года) — за заслуги в развитии отечественной культуры и искусства, многолетнюю плодотворную творческую деятельность[6].
- Заслуженный работник культуры Российской Федерации (21 декабря 2013 года) — за заслуги в области культуры и многолетнюю плодотворную работу[7].